# Exponentiella fakulteten
Inom matematiken är exponentiella fakulteten av ett positivt heltal n är n upphöjt i n − 1 som igen är upphöjd i potensen n − 2 och så vidare, det vill säga
{\displaystyle n^{(n-1)^{(n-2)\cdots }}.\,}
Exponentiella fakulteten kan även definieras rekursivt enligt
{\displaystyle a_{0}=1,\quad a_{n}=n^{a_{n-1}}.\,}
De första värdena på exponentiella fakulteten är
1, 1, 2, 9, 262144, … (talföljd A049384 i OEIS)
Exponentiella fakulteten växer mycket snabbare än vanliga fakulteten eller även hyperfakulteten. Exponentiella fakulteten av 5 är 5262144 som är approximativt 6.206069878660874 × 10183230.
Summan av reciprokerna av värdena på exponentiella fakulteten från 1 mot det transcendenta talet 1.6111149258083767361111…  A080219.